# Boana polytaenia
Boana polytaenia é uma espécie de anfíbio da família Hylidae. Endêmica do Brasil, onde pode ser encontrada nos estados de Minas Gerais e Rio de Janeiro.